# Grand Prix automobile de Grande-Bretagne 2014
GP précédent GP suivant
Le Grand Prix automobile de Grande-Bretagne 2014 (2014 Formula 1 Santander British Grand Prix), disputé le 6 juillet 2014 sur le circuit de Silverstone, est la 906e épreuve du championnat du monde de Formule 1 courue depuis 1950, à l'endroit où se disputa aussi la première d'entre elles. Il s'agit de la soixante-cinquième édition du Grand Prix de Grande-Bretagne comptant pour le championnat du monde de Formule 1, la quarante-huitième disputée sur le circuit de Silverstone, et de la neuvième manche du championnat 2014.
La pluie rythme les trois phases des qualifications et, si la pole position revient pour la quatrième fois de la saison à Nico Rosberg, qui effectue son dernier tour rapide au bon moment en le négociant parfaitement pour creuser de gros écarts, le reste de la grille de départ est inédit cette année. La phase Q1 est fatale à Valtteri Bottas, Felipe Massa, Fernando Alonso et Kimi Räikkönen, piégés par une averse en fin de séance. Lors de la phase finale, les pilotes sortis entre les gouttes et chaussés des pneumatiques idoines se partagent les deux premières lignes ; Sebastian Vettel aux côtés de Rosberg puis Jenson Button devant Nico Hülkenberg. Lewis Hamilton obtient le sixième temps et se poste en troisième ligne, derrière Kevin Magnussen. Marcus Ericsson et Kamui Kobayashi, initialement non qualifiés, sont autorisés à prendre le départ des deux dernières places. Pastor Maldonado est exclu des qualifications pour quantité d'essence insuffisante ; il part finalement vingtième du fait du reclassement en fin de grille des pilotes Caterham.
Dans le premier tour de course, Kimi Räikkönen est victime d'un spectaculaire accident (choc mesuré à 47 g par les capteurs de la Ferrari F14 T) provoquant son abandon et celui de Felipe Massa qui prenait son deux-centième départ en Grand Prix. Après la neutralisation de l'épreuve sur drapeau rouge, une heure d'interruption est nécessaire pour permettre le remplacement du rail de sécurité enfoncé par la Ferrari no 7. Un second départ est donné, lancé derrière la voiture de sécurité. En tête après vingt-neuf tours, Nico Rosberg doit abandonner pour la première fois de la saison, après huit courses successives terminées à la première ou à la deuxième place, en raison d'une panne de sa boîte de vitesses. Il laisse le champ libre à son coéquipier Lewis Hamilton, rapidement revenu dans ses roues après s'être élancé de la troisième ligne. Hamilton remporte son Grand Prix national pour la seconde fois, après l'édition 2008. Il s'agit de sa cinquième victoire de la saison et de la vingt-septième de sa carrière ; il rejoint ainsi Jackie Stewart au palmarès des vainqueurs de Grand Prix. Auteur d'une série de dépassements tranchants et d'une course solide, Valtteri Bottas revient de la quatorzième place sur la grille pour finir deuxième et obtenir son meilleur résultat depuis ses débuts en Formule 1 après être monté pour la première fois sur le podium lors du Grand Prix précédent. Daniel Ricciardo se classe troisième en ayant résisté à la menace que constituait Jenson Button en fin de course. Sebastian Vettel est cinquième au terme d'une lutte musclée qui lui a permis de prendre l'ascendant sur Fernando Alonso. Kevin Magnussen, Nico Hülkenberg, Daniil Kvyat et Jean-Éric Vergne suivent dans les points.
Nico Rosberg, malgré son abandon, conserve, de peu, la tête du championnat du monde des pilotes avec 165 points contre 161 pour Hamilton. Daniel Ricciardo reste troisième (98 points) devant Alonso (87 points) ; Valtteri Bottas accède à la cinquième place (73 points) devant Sebastian Vettel, sixième avec 70 points. Mercedes conserve la première place du classement des constructeurs avec 326 points et devance Red Bull Racing (168 points). Ferrari (106 points) reste à la troisième place devant désormais Williams, revenue à 3 points (103 points) ; Force India (91 points) précède McLaren qui compte 91 points ; suivent Toro Rosso (15 points), Lotus F1 Team (8 points) et Marussia F1 Team (2 points). Neuf des onze écuries engagées au championnat ont marqué des points, Sauber et Caterham n'en ayant pas encore inscrit.

## Essais libres

### Première séance, le vendredi de 10 h à 11 h 30
| Pos. | Pilote           | Voiture          | Chrono         | Écart     |
| ---- | ---------------- | ---------------- | -------------- | --------- |
| 1    | Nico Rosberg     | Mercedes         | 1 min 35 s 424 |           |
| 2    | Lewis Hamilton   | Mercedes         | 1 min 36 s 155 | + 0 s 731 |
| 3    | Fernando Alonso  | Ferrari          | 1 min 36 s 263 | + 0 s 839 |
| 4    | Daniel Ricciardo | Red Bull-Renault | 1 min 36 s 623 | + 1 s 199 |
| 5    | Kimi Räikkönen   | Ferrari          | 1 min 36 s 703 | + 1 s 279 |
| 6    | Sebastian Vettel | Red Bull-Renault | 1 min 36 s 921 | + 1 s 497 |

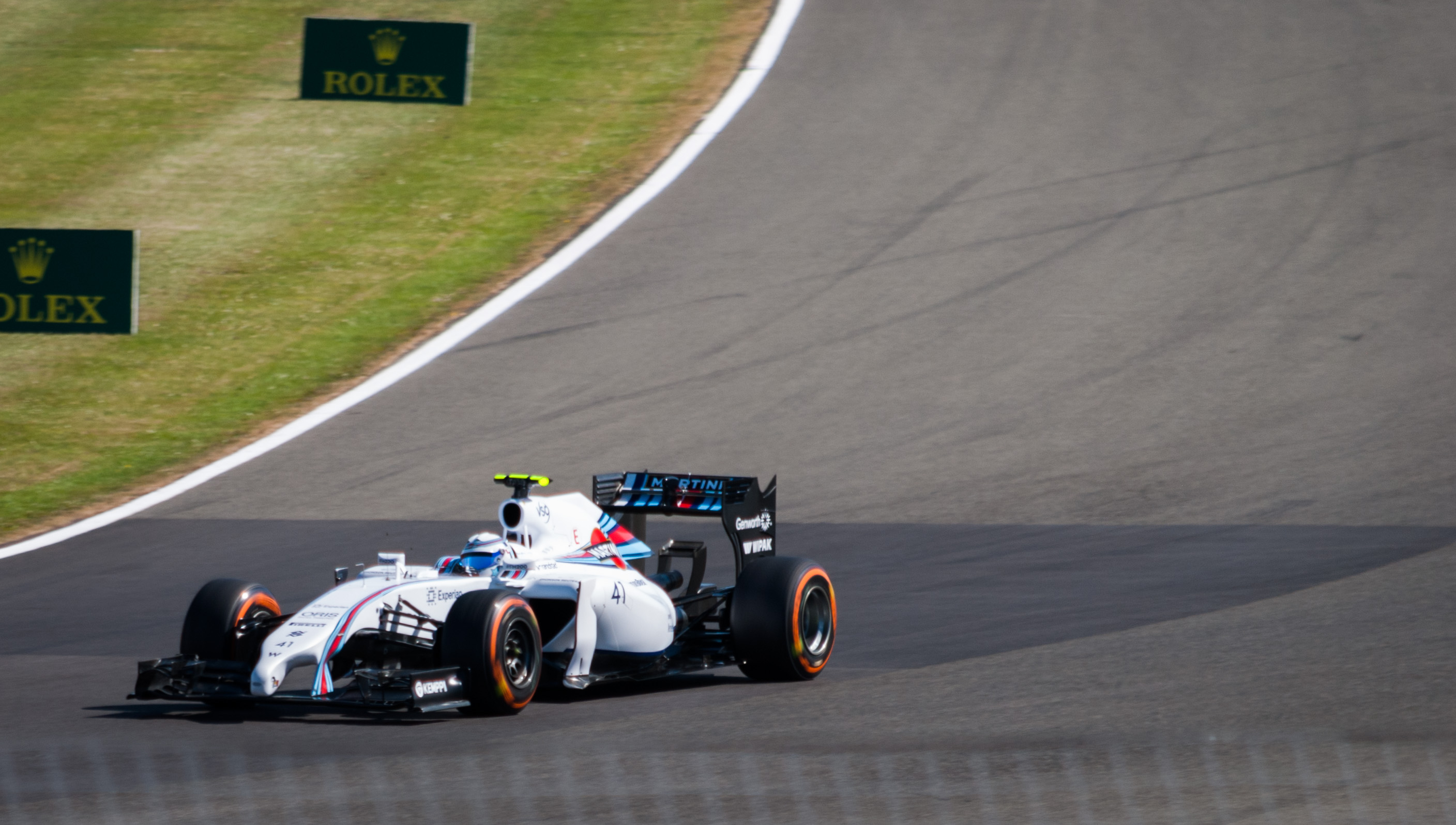
Susie Wolff pilote la Williams FW36 à Silverstone en 2014.

La température ambiante est de 17 °C au début de la première séance d'essais libres du Grand Prix de Grande-Bretagne qui se déroule sous le soleil. Si les pilotes s'élancent immédiatement en piste pour boucler leurs premiers tours d'installation, il faut attendre vingt minutes pour que Susie Wolff fixe le temps de référence en 1 min 44 s 212,,.
Giedo Van der Garde la relaie en tête en 1 min 43 s 727 mais son temps est ensuite battu par les pilotes titulaires Nico Rosberg (1 min 40 s 100), Jenson Button (1 min 38 s 412), Jean-Éric Vergne (1 min 38 s 020), Fernando Alonso (1 min 36 s 889) et à nouveau Rosberg (1 min 36 s 058). Alors qu'elle effectue son quatrième tour, Susie Wolff doit stopper sa Williams sur le bord de la piste à cause d'un problème de pression d'huile. À une heure de la fin de séance, son équipier Felipe Massa escalade le vibreur à la sortie de la courbe de Stowe, touche le rail et abîme sérieusement sa monoplace, notamment au niveau des suspensions, sans toutefois se blesser. Le Brésilien a commis la même faute au même endroit l'année précédente,,.
La direction de course sort le drapeau rouge pour permettre l'évacuation de l'épave et le nettoyage de la piste et la séance est relancée après vingt minutes. Quelques instants plus tard, Nico Rosberg améliore son meilleur temps, en 1 min 35 s 424, juste avant que Marcus Ericsson sorte de la piste à Beketts. Le Suédois ne touche aucun obstacle mais ne parvient pas à repartir car son disposition anti-calage se déclenche alors qu'il est sur le quatrième rapport de boîte,,.
Pastor Maldonado a été victime d'une panne d'ERS (MGU-K) dès les premières minutes de la session tandis que, chez Caterham F1 Team qui vient de changer de propriétaire, des problèmes électriques ont empêché Robin Frijns de rouler durant la première partie de la séance. Chez Red Bull Racing, un problème de transmission affecte la monoplace de Daniel Ricciardo qui, en fin de séance, rejoint son stand au ralenti,,.
- Giedo Van der Garde, pilote essayeur chez Sauber, remplace Adrian Sutil lors de cette séance d'essais.
- Robin Frijns, pilote essayeur chez Caterham F1 Team, remplace Kamui Kobayashi lors de cette séance d'essais.
- Daniel Juncadella, pilote essayeur chez Force India, remplace Nico Hülkenberg lors de cette séance d'essais.
- Susie Wolff, pilote essayeur chez Williams F1 Team, remplace Valtteri Bottas lors de cette séance d'essais. Pour la première fois depuis 1992 et Giovanna Amati au volant d'une Brabham BT60B de l'écurie Motor Racing Developments Ltd, une femme pilote une monoplace de Formule 1 lors d'un week-end de Grand Prix.

### Deuxième séance, le vendredi de 14 h à 15 h 30
| Pos. | Pilote           | Voiture           | Chrono         | Écart     |
| ---- | ---------------- | ----------------- | -------------- | --------- |
| 1    | Lewis Hamilton   | Mercedes          | 1 min 34 s 508 |           |
| 2    | Nico Rosberg     | Mercedes          | 1 min 34 s 736 | + 0 s 228 |
| 3    | Fernando Alonso  | Ferrari           | 1 min 35 s 244 | + 0 s 736 |
| 4    | Daniel Ricciardo | Red Bull-Renault  | 1 min 35 s 511 | + 1 s 003 |
| 5    | Sebastian Vettel | Red Bull-Renault  | 1 min 35 s 627 | + 1 s 119 |
| 6    | Valtteri Bottas  | Williams-Mercedes | 1 min 36 s 016 | + 1 s 508 |

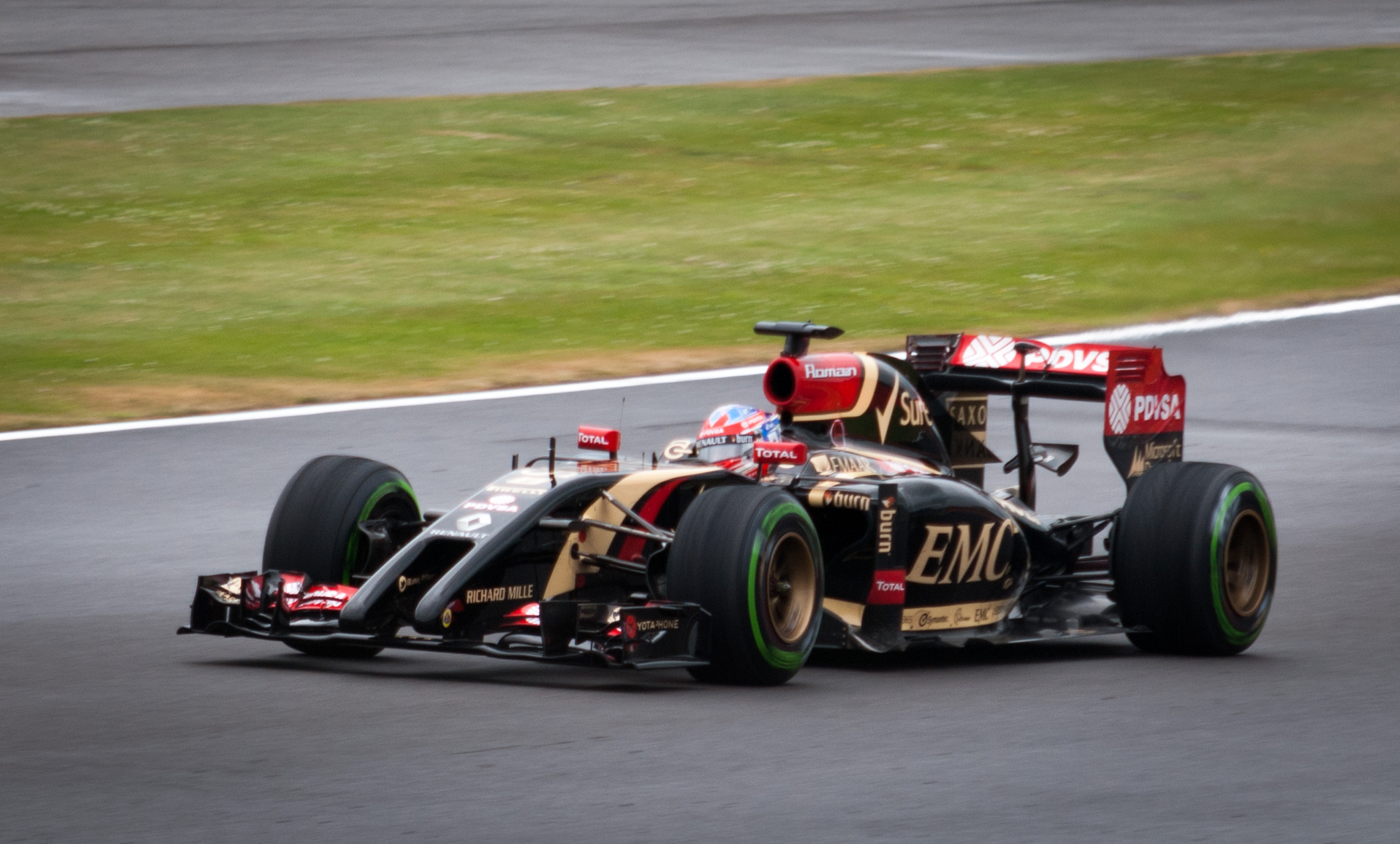
Romain Grosjean pilote la Lotus E22 à Silverstone en 2014.

La température ambiante est de 22 °C au départ de la deuxième séance d'essais libres. Tous les pilotes titulaires sont au volant de leur monoplace et s'élancent en piste dès son ouverture. Valtteri Bottas établit le temps de référence en 1 min 39 s 032,,.
Daniil Kvyat améliore en 1 min 38 s 075 et Jean-Éric Vergne, son coéquipier chez Toro Rosso, tourne ensuite en 1 min 37 s 773. Jenson Button prend la tête en deux temps (1 min 37 s 608 puis 1 min 37 s 414) puis s'efface derrière Bottas (1 min 37 s 363). Fernando Alonso tourne en 1 min 36 s 024, Nico Rosberg en 1 min 35 s 645 et Lewis Hamilton en 1 min 35 s 424, exactement le même temps que Rosberg le matin,,.
Felipe Massa est toujours bloqué dans son stand, le temps que ses mécaniciens terminent les réparations de sa monoplace après son accident du matin ; il s'élance alors que la session est entamée depuis vingt minutes. Sebastian Vettel est également immobilisé dans son garage en raison d'ennuis sur un des freins avant et perd un temps précieux en piste durant les premières dizaines de minutes de la séance. Pastor Maldonado, bloqué dans son box dans la matinée en raison d'un problème de MGU-K, effectue ses premiers tours de la journée tandis que son coéquipier Romain Grosjean déclare que le comportement de sa Lotus E22 est « vraiment, vraiment mauvais. » Jules Bianchi doit rentrer au stand, victime d'un ennui de MGU-H,,.
Alors qu'il reste un peu plus de cinquante minutes, les premiers pilotes en pneus tendres montent en piste et, ainsi chaussé, Nico Rosberg reprend la tête du classement en 1 min 34 s 736 ; quelques instants plus tard, Hamilton améliore en 1 min 34 s 508 avant d'immobiliser sa Mercedes en piste, son moteur ayant subitement perdu toute sa puissance. La même mésaventure arrive à la Caterham de Marcus Ericsson à vingt minutes de la fin de la séance. Maldonado et Grosjean pilotent une Lotus qui talonne et donne des « coups de raquette » au milieu des courbes rapides ; les pilotes Sauber ont également beaucoup de mal à tenir les bonnes trajectoires,,.
À dix minutes du terme, Jean-Éric Vergne se retrouve sur trois roues à la sortie du premier virage ; Toro Rosso demande immédiatement à Daniil Kvyat de rentrer afin de procéder à un examen de sa roue avant droite. Valtteri Bottas voit son capot moteur se détacher peu à peu en ligne droite et rentre au stand avant de le perdre,,.

### Troisième séance, le samedi de 10 h à 11 h
| Pos. | Pilote           | Voiture            | Chrono         | Écart     |
| ---- | ---------------- | ------------------ | -------------- | --------- |
| 1    | Sebastian Vettel | Red Bull-Renault   | 1 min 52 s 522 |           |
| 2    | Daniel Ricciardo | Red Bull-Renault   | 1 min 52 s 631 | + 1 s 109 |
| 3    | Pastor Maldonado | Lotus-Renault      | 1 min 53 s 044 | + 0 s 522 |
| 4    | Romain Grosjean  | Lotus-Renault      | 1 min 53 s 566 | + 1 s 044 |
| 5    | Adrian Sutil     | Sauber-Ferrari     | 1 min 53 s 585 | + 1 s 063 |
| 6    | Daniil Kvyat     | Toro Rosso-Renault | 1 min 53 s 654 | + 1 s 132 |

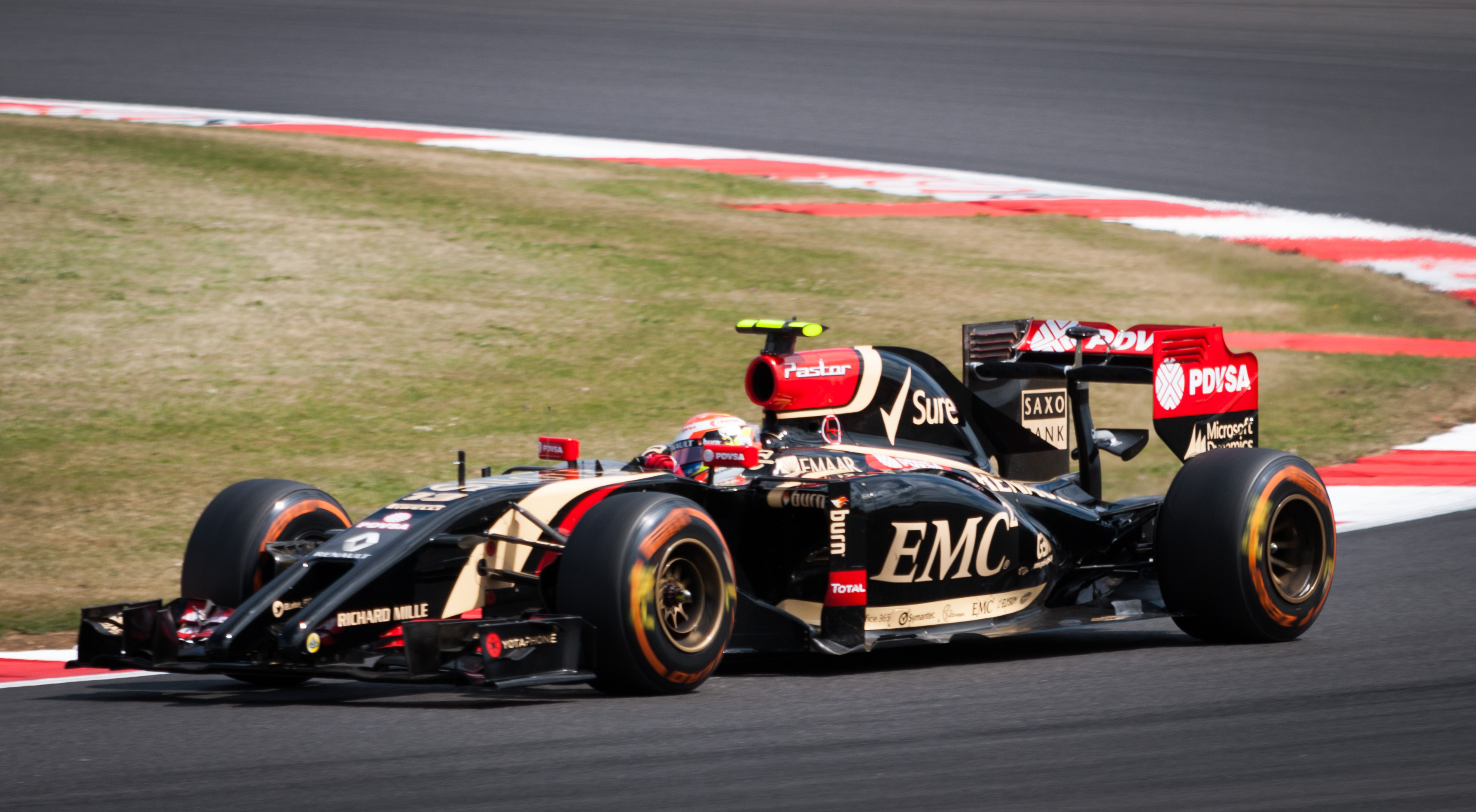
Pastor Maldonado pilote la Lotus E22 à Silverstone en 2014.

Il pleut depuis plus d'une heure lorsque la dernière séance d'essais libres commence, sur une piste détrempée et sous une pluie légère. Les pilotes s'élancent pour boucler leur premier tour d'installation avec des pneus intermédiaires ou des pneus pleine pluie. Peu de pilotes se lancent en piste pour des tours lancés ; nombreux sont ceux qui observent la séance hors de leur cockpit. Seules les Toro Rosso de Jean-Éric Vergne et Daniil Kvyat, les Caterham de Kamui Kobayashi et Marcus Ericsson, ainsi que Jules Bianchi tournent en début de session. Ericsson fixe le temps de référence en 1 min 57 s 091,,.
Kvyat tourne en 1 min 56 s 404 et son coéquipier Vergne améliore en 1 min 55 s 232. Kvyat repasse en tête en 1 min 54 s 657 puis Vergne réplique en 1 min 54 s 602. Kevin Magnussen prend les devants en deux temps (1 min 54 s 092 puis 1 min 53 s 911) et s'efface derrière les Red Bull Racing de Daniel Ricciardo (1 min 52 s 631) et Sebastian Vettel (1 min 52 s 522) dont le temps ne sera pas battu durant la seconde moitié de la séance. Après vingt-cinq minutes, Nico Rosberg se lance en piste. Les pilotes Mercedes, ainsi que Fernando Alonso, ne cherchent pas à effectuer de tour chronométré, choix conforté par une sortie de piste de Lewis Hamilton qui rentre sans boucler de tour lancé,,.
Romain Grosjean part en tête-à-queue et évite de justesse les barrières de bord de piste ; Adrian Sutil part à la faute dans Stowe, imité peu après par Jules Bianchi qui tire tout droit dans les graviers et ne parvient pas à éviter l'impact contre le mur de pneus de Stowe. Les dommages de sa monoplace restent néanmoins très légers. Max Chilton doit changer de boîte de vitesses, ce qui lui coûtera cinq places de recul sur la grille de départ,,.

## Séance de qualifications, le samedi de 13 h à 14 h

### Résultats des qualifications

#### Session Q1

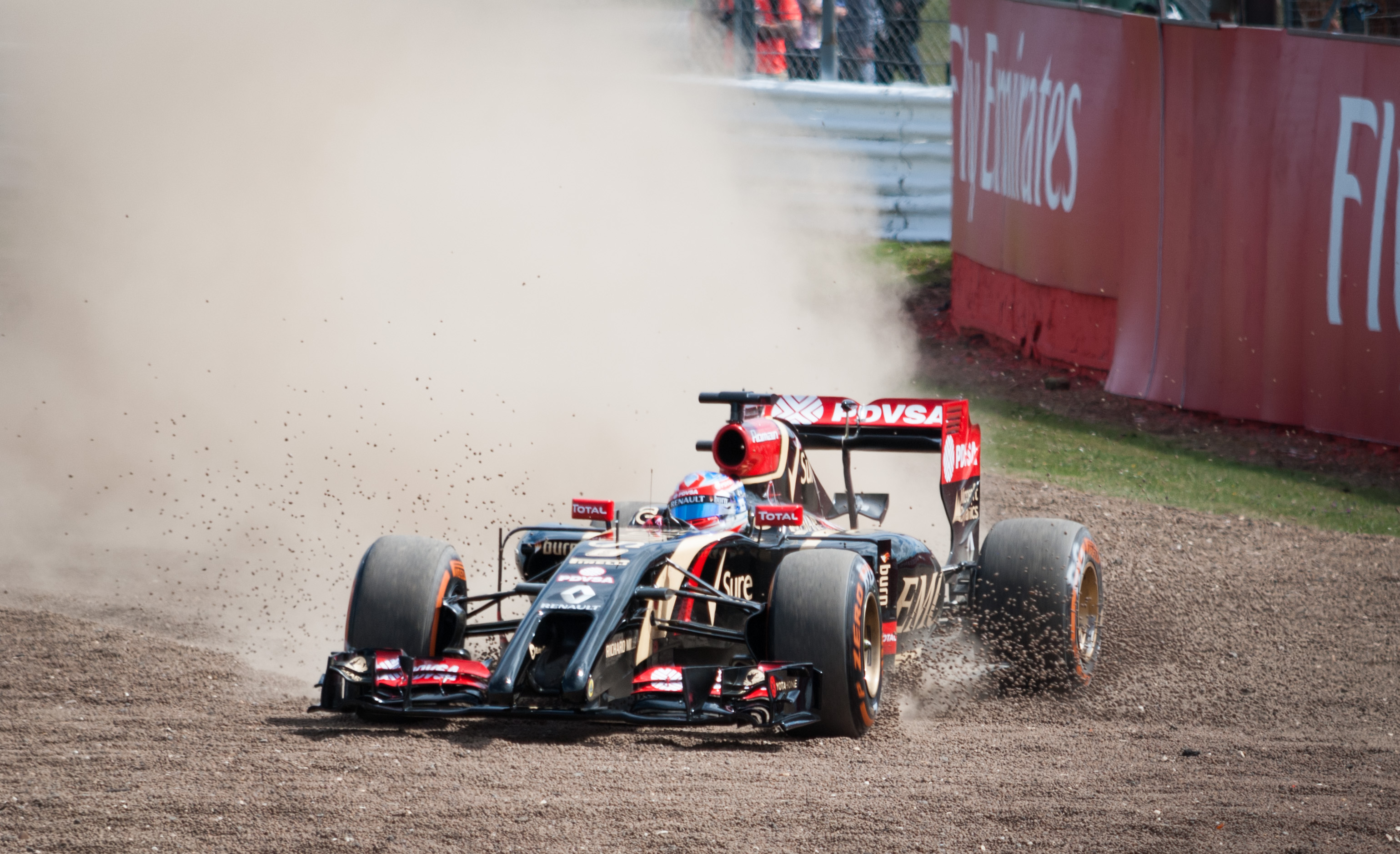
Sortie de piste de Romain Grosjean à Silverstone en 2014.

La séance qualificative du Grand Prix de Grande-Bretagne débute sous une pluie légère et sur une piste mouillée. Les pilotes s'élancent en pneus intermédiaires alors que la pluie cesse, le ciel restant toutefois très menaçant. Esteban Gutiérrez fixe le temps de référence en 1 min 46 s 701. Immédiatement, signe que la trajectoire de la piste est assez sèche, les pilotes de fond de plateau sont plus rapides de quatre secondes que les Red Bull lors de la séance d'essais de la matinée,,.
Sebastian Vettel prend la tête en 1 min 45 s 086 puis son coéquipier Daniel Ricciardo améliore en 1 min 44 s 710, performance battue par Lewis Hamilton (1 min 43 s 676). Il est important de réaliser rapidement un tour chronométré car la pluie s'intensifie dans le premier secteur. Les pilotes Williams restent toutefois dans les stands pendant de longues minutes ; ils accèdent immédiatement au top 6 dès leur premier tour chronométré. Kimi Räikkönen, en difficulté, tourne à plus de 3 secondes d'Hamilton et à 1 seconde 5 de son coéquipier Fernando Alonso,,.
Dans les dernières minutes de cette session, Max Chilton, Kamui Kobayashi, Gutiérrez, Adrian Sutil et Jenson Button se relancent en pneus pour piste sèche. Comme les temps au tour chutent, tous les pilotes doivent reprendre la piste sous peine d'élimination prématurée. Sutil, Marcus Ericsson ou Alonso partent à la faute, certains secteurs restant piégeux. Button prend la tête en 1 min 39 s 791 mais son temps est ensuite annulé car il a roulé hors des limites de la piste dans le virage no 18. Daniil Kvyat tourne en 1 min 41 s 032 puis Nico Rosberg établit le meilleur temps en 1 min 40 s 380,,.
Les six pilotes éliminés sont Kamui Kobayashi et son coéquipier Ericsson, Kimi Räikkönen et son coéquipier Alonso, Felipe Massa et son coéquipier Valtteri Bottas ; les deux Scuderia Ferrari et les deux Williams F1 Team ne passent pas le cap de la première partie des qualifications,,.

#### Session Q2
Les pilotes se relancent en piste dans des conditions difficiles car la piste est trop mouillée pour les pneus slicks et il n'y a pas assez d'eau à évacuer pour un parfait rendement des pneus intermédiaires. Une queue se forme rapidement dans la voie des stands car tous les pilotes, craignant une averse, souhaitent établir un temps chronométré le plus tôt possible. Daniel Ricciardo fixe le temps de référence en 1 min 47 s 980,,.
Pastor Maldonado améliore en 1 min 47 s 955 mais le meilleur temps évolue à chaque passage sur la ligne de chronométrage : Jean-Éric Vergne tourne en 1 min 47 s 173, Nico Rosberg en 1 min 45 s 292 et Lewis Hamilton en 1 min 44 s 639. Les temps s'améliorent au fur et à mesure que les pneus intermédiaires entrent dans leur bonne fenêtre d'exploitation. Sebastian Vettel passe en tête à mi-séance en améliorant de six dixièmes de seconde le temps d'Hamilton, mais son temps est annulé en raison d'une utilisation excessive de la piste (comme pour Button en Q1). À cinq minutes de la fin, lorsqu'il passe par les stands pour chausser un train de pneus intermédiaires neufs, Vettel est toujours hors de la zone de qualification,,.
À six minutes du drapeau à damier, les pilotes se relancent en pneus pour le sec. Rosberg se hisse en tête en 1 min 42 s 730 puis Esteban Gutiérrez évolue en 1 min 40 s 912 avant de sortir de la piste. Jules Bianchi tourne en 1 min 39 s 712 et Vergne en 1 min 38 s 310. Les pilotes Mercedes remontent enfin dans la hiérarchie, Rosberg tournant en 1 min 35 s 179 et Hamilton réalisant les deux meilleures performances de la séance (1 min 35 s 000 et 1 min 34 s 870),,.
Les six pilotes éliminés sont Adrian Sutil et son coéquipier Gutiérrez, Maldonado et son coéquipier Romain Grosjean, Max Chilton et son coéquipier Bianchi,,.

#### Session Q3
Malgré un ciel toujours menaçant et une fine pluie dans le secteur de Stowe, les dix pilotes en lutte pour la pole position se relancent en piste en pneus pour le sec. Lewis Hamilton prend l'avantage à l'issue de sa première tentative, en 1 min 39 s 232 ; il devance Nico Rosberg, Sergio Pérez, Daniel Ricciardo et Daniil Kvyat,,.
Les pilotes rentrent chausser de nouveaux pneus slicks alors que quelques gouttes tombent sur le circuit. Ricciardo, Kvyat et Jean-Éric Vergne font le pari de rester au stand, pensant que la pluie ne va pas permettre à leurs rivaux d'améliorer. Or tous les pilotes qui reprennent la piste améliorent grâce à un dernier secteur désormais absolument sec sur la trajectoire idéale. Nico Rosberg obtient sa huitième pole position en 1 min 35 s 766, devant Sebastian Vettel ; suivent Jenson Button, Nico Hülkenberg, Kevin Magnussen et Hamilton qui s'élancera de la sixième place de la grille car il a stoppé son effort au cours de son dernier tour rapide, estimant qu'il ne pouvait pas améliorer, alors qu'au même moment, Rosberg trouve un dernier secteur sec pour creuser d'importants écarts (plus d'une seconde et six centièmes sur Sebastian Vettel),,.

### Grille de départ
| Pos.                                                                                      | Pilote            | Écurie               | Qualifications 1 | Qualifications 2 | Qualifications 3 |
| ----------------------------------------------------------------------------------------- | ----------------- | -------------------- | ---------------- | ---------------- | ---------------- |
| 1                                                                                         | Nico Rosberg      | Mercedes             | 1 min 40 s 380   | 1 min 35 s 179   | 1 min 35 s 766   |
| 2                                                                                         | Sebastian Vettel  | Red Bull-Renault     | 1 min 45 s 086   | 1 min 36 s 410   | 1 min 37 s 386   |
| 3                                                                                         | Jenson Button     | McLaren-Mercedes     | 1 min 44 s 425   | 1 min 36 s 579   | 1 min 38 s 200   |
| 4                                                                                         | Nico Hülkenberg   | Force India-Mercedes | 1 min 41 s 271   | 1 min 37 s 112   | 1 min 38 s 329   |
| 5                                                                                         | Kevin Magnussen   | McLaren-Mercedes     | 1 min 42 s 507   | 1 min 37 s 370   | 1 min 38 s 417   |
| 6                                                                                         | Lewis Hamilton    | Mercedes             | 1 min 41 s 058   | 1 min 34 s 470   | 1 min 39 s 232   |
| 7                                                                                         | Sergio Pérez      | Force India-Mercedes | 1 min 42 s 146   | 1 min 37 s 350   | 1 min 40 s 457   |
| 8                                                                                         | Daniel Ricciardo  | Red Bull-Renault     | 1 min 44 s 710   | 1 min 38 s 166   | 1 min 40 s 606   |
| 9                                                                                         | Daniil Kvyat      | Toro Rosso-Renault   | 1 min 41 s 032   | 1 min 36 s 813   | 1 min 40 s 707   |
| 10                                                                                        | Jean-Éric Vergne  | Toro Rosso-Renault   | 1 min 43 s 040   | 1 min 37 s 800   | 1 min 40 s 855   |
| 11                                                                                        | Romain Grosjean   | Lotus-Renault        | 1 min 43 s 121   | 1 min 38 s 496   |                  |
| 12                                                                                        | Jules Bianchi     | Marussia-Ferrari     | 1 min 41 s 169   | 1 min 38 s 709   |                  |
| 13                                                                                        | Max Chilton       | Marussia-Ferrari     | 1 min 42 s 082   | 1 min 39 s 800   |                  |
| 14                                                                                        | Esteban Gutiérrez | Sauber-Ferrari       | 1 min 43 s 285   | 1 min 40 s 912   |                  |
| 15                                                                                        | Pastor Maldonado  | Lotus-Renault        | 1 min 43 s 892   | 1 min 44 s 018   |                  |
| 16                                                                                        | Adrian Sutil      | Sauber-Ferrari       | 1 min 42 s 603   | pas de temps     |                  |
| 17                                                                                        | Valtteri Bottas   | Williams-Mercedes    | 1 min 45 s 318   |                  |                  |
| 18                                                                                        | Felipe Massa      | Williams-Mercedes    | 1 min 45 s 695   |                  |                  |
| 19                                                                                        | Fernando Alonso   | Ferrari              | 1 min 45 s 935   |                  |                  |
| 20                                                                                        | Kimi Räikkönen    | Ferrari              | 1 min 46 s 684   |                  |                  |
| Temps minimal à réaliser pour la qualification : 1 min 47 s 406 (107 % de 1 min 40 s 380) |                   |                      |                  |                  |                  |
| Nq.                                                                                       | Marcus Ericsson   | Caterham-Renault     | 1 min 49 s 421   |                  |                  |
| Nq.                                                                                       | Kamui Kobayashi   | Caterham-Renault     | 1 min 49 s 625   |                  |                  |

- Marcus Ericsson et Kamui Kobayashi, initialement non qualifiés, sont autorisés à prendre le départ des deux dernières places de la grille[21].
- Pastor Maldonado, auteur du quinzième temps des qualifications est exclu des qualifications pour non-respect de l'article 6.6.2 (Quantité d'essence insuffisante). Il est autorisé à s'élancer de la dernière place sur la grille de départ, puis de la vingtième place, devant les pilotes Caterham initialement non qualifiés[22],[23].
- Max Chilton, auteur du treizième temps des qualifications est sanctionné d'un recul de cinq places sur la grille de départ pour avoir changé de boîte de vitesses à l'issue de la troisième séance d'essais libres. Il s'élance finalement depuis la dix-septième place du fait du déclassement de Maldonado[24].
- Esteban Gutiérrez, auteur du quatorzième temps des qualifications est sanctionné d'un recul de dix places sur la grille de départ pour avoir quitté son stand avec une roue mal fixée lors du Grand Prix automobile d'Autriche 2014. Il s'élance finalement depuis la dix-neuvième place du fait du déclassement de Maldonado[21].

## Course

### Déroulement de l'épreuve

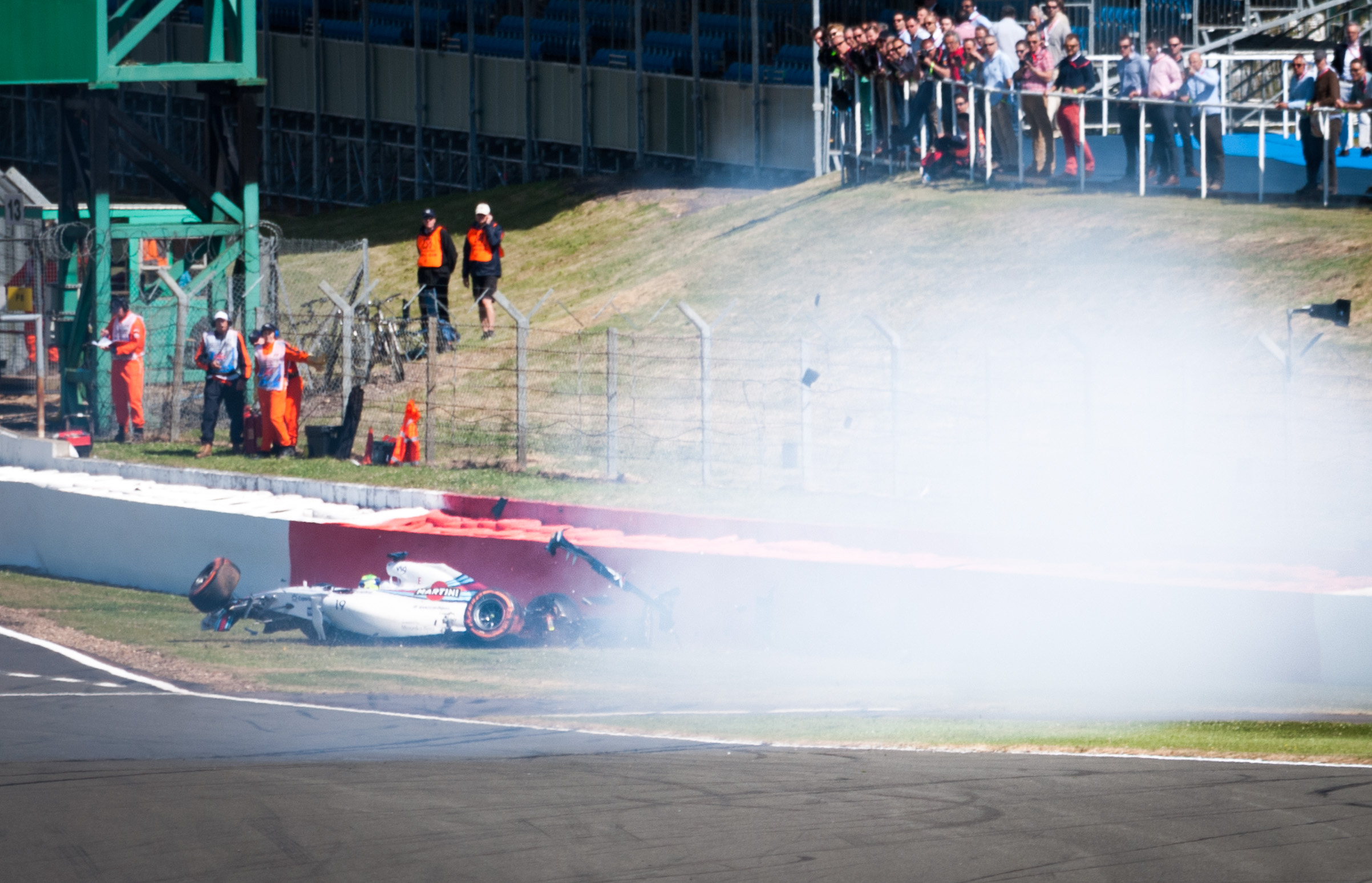
Le crash de Massa aux essais du Grand Prix de Grande-Bretagne.

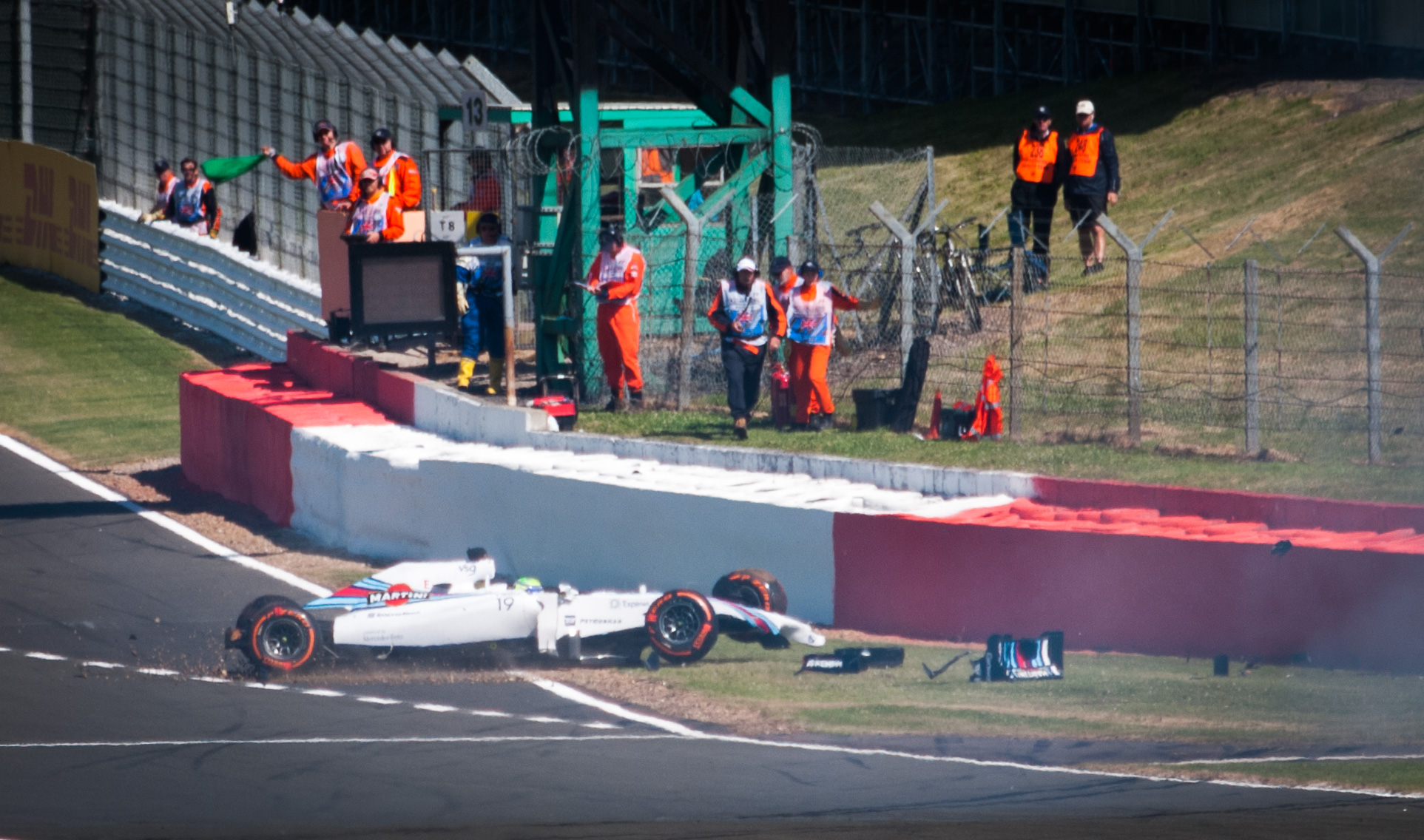
La Williams blanche de Massa, détruite en bord de piste, au Grand Prix de Grande-Bretagne.

Les vingt-deux pilotes se placent sur la grille de départ du Grand Prix de Grande-Bretagne qui se tient par temps sec. Pratiquement l'ensemble du plateau prend la décision de chausser les pneumatiques les plus tendres, à l'exception notable des pilotes Ferrari Fernando Alonso et Kimi Räikkönen, seizième et dix-huitième sur la grille après des qualifications ratées la veille ; la Scuderia envisage de ne réaliser qu'un seul arrêt pour remonter au classement durant la course. À l'extinction des feux, Nico Rosberg, en pole position, prend un excellent départ alors que Sebastian Vettel, qui l'accompagne en première ligne, aborde le premier virage en quatrième position, passé notamment par Lewis Hamilton, quatrième dès la fin du premier secteur. Sergio Pérez touche Jean-Éric Vergne mais les deux pilotes peuvent poursuivre leur route, en fond de classement. Plus loin dans le peloton, dans la ligne droite de Wellington, Räikkönen perd sa Ferrari à l'accélération et sort au large dans la zone de dégagement. Le Finlandais ne ralentit pas et reprend la piste à pleine vitesse. Un « coup de raquette » lui fait perdre le contrôle de l'arrière de sa voiture lorsqu'il revient sur la piste et l'envoie avec brutalité contre le rail. Il percute violemment les glissières de sécurité (le choc est mesuré à 47 g par les capteurs de la Ferrari F14 T) qui le renvoient en perdition sur la piste où il accroche Felipe Massa et provoque la sortie de piste, sans gravité, de Kamui Kobayashi. Räikkönen et Massa abandonnent tandis que la voiture de sécurité entre en piste avant que la direction de course ne sorte le drapeau rouge pour permettre le remplacement du rail de sécurité endommagé. Après l'interruption de la course, Rosberg devance Jenson Button, Kevin Magnussen, Hamilton, Vettel, Nico Hülkenberg, Daniel Ricciardo, Daniil Kvyat, Valtteri Bottas, Max Chilton, Jules Bianchi, Adrian Sutil, Esteban Gutiérrez, Alonso, Pastor Maldonado, Marcus Ericsson, Romain Grosjean, Vergne, Kobayashi et Pérez,,.
Après s'être difficilement extrait de sa monoplace, Räikkönen est évacué vers le centre médical où les médecins ne l'autorisent pas à participer aux essais qui se tiendront deux jours plus tard à cause de ses contusions aux genoux et aux chevilles ; il sera remplacé par Jules Bianchi,,,.
Grosjean et Pérez décident de chausser les pneus tendres medium tandis qu'Alonso abandonne son train de pneus durs pour les tendres : l'Espagnol peut désormais disputer toute la course avec le composé le plus rapide ; Jean-Éric Vergne adopte la même stratégie. La direction de course annonce que la course repartira à 14 h 45 mais le nouveau départ, derrière la voiture de sécurité, est finalement donné à 15 h 05. Rosberg précède Button, Magnussen, Hamilton, Vettel, Hülkenberg, Ricciardo, Kvyat, Bottas et Bianchi, dixième devant les Sauber et Alonso. Max Chilton est sous le coup d'une pénalité pour être entré dans la voie des stands alors qu'elle était fermée. Seules les Red Bull Racing sont en pneus durs parmi les dix premières monoplaces,,.
Rosberg se relance parfaitement alors que Lewis Hamilton profite d'une légère erreur de Kevin Magnussen pour lui ravir la troisième place. Jenson Button, intercalé entre les deux Mercedes, ne peut pas résister longtemps à son compatriote qui le passe dans le troisième tour. Bottas gagne deux positions en dépassant Kvyat et Ricciardo. Au cinquième tour Rosberg possède 5 secondes d'avance sur Hamilton ; suivent Button, Magnussen, Vettel, Bottas, Hülkenberg, Ricciardo, Kvyat, Alonso, Bianchi, Sutil, Gutiérrez, Maldonado, Grosjean, Vergne, Ericsson, Kobayashi, Pérez et Chilton. Fernando Alonso poursuit sa remontée et pointe à la huitième place au septième tour ; Quelques minutes plus tard, il prend l'avantage sur Hülkenberg lorsque la direction de course lui inflige une pénalité de cinq secondes d'arrêt au stand pour son mauvais positionnement sur la grille de départ (il est toutefois autorisé à effectuer cette pénalité lors d'un arrêt programmé). Pour ne pas perdre du temps derrière Button, Vettel en lutte contre Magnussen, Bottas et Ricciardo entre aux stands dès le dixième passage. Esteban Gutiérrez accroche Pastor Maldonado dont la voiture s'envole et retombe apparemment sans dommage alors que Gutiérrez abandonne et est pénalisé d'un recul de trois places sur la grille de départ du prochain Grand Prix,,,,.
Après douze tours, Rosberg ne dispose d'aucune marge en matière de consommation de carburant tandis qu'Hamilton, à l'attaque, réalise le meilleur tour en course au seizième tour et revient à 3 secondes. Kvyat s'arrête au quinzième tour, Ricciardo au suivant et Rosberg, qui a moins de 3 secondes d'avances sur son coéquipier, au dix-huitième. Hamilton reste 5 tours de plus en piste avant de chausser les pneus durs. Hamilton peut tenter de rallier l'arrivée avec les pneus qu'il vient de chausser alors que Rosberg devra s'arrêter encore une fois. Rosberg, qui dispose d'une marge de 6 secondes d'avance à cause d'un arrêt très lent de son coéquipier annonce avoir des problèmes pour rétrograder. Alonso s'arrête pour changer ses pneus et purger sa pénalité au vingt-sixième tour ; Pérez et Maldonado stoppent au tour suivant, Magnussen et Vergne au vingt-huitième et Button au tour suivant. En tête de la course, Nico Rosberg ralentit fortement ; Hamilton le dépasse en piste et mène désormais devant Bottas, Vettel, Ricciardo, Button, Alonso et Magnussen tandis que Rosberg abandonne sur panne de boîte de vitesses,,.
Hamilton se retrouve rapidement avec plus de 40 secondes d'avance sur Valtteri Bottas qui devance Daniel Ricciardo de 8 secondes. Jenson Button occupe la quatrième place devant le duo Alonso/Vettel, qui se livrent une lutte âpre. Alonso a en effet dépassé Vettel dans le trente-cinquième tour et, désormais, l'Allemand se trouve sous la pression de Magnussen. Vettel, bien que plus rapide que l'Espagnol, ne parvient pas à trouver le moyen de dépasser la Ferrari. Les deux pilotes, et leurs écuries respectives tentent, via la radio, d'influencer les commissaires de course de la FIA concernant l'utilisation des limites de la piste,,.
Lewis Hamilton, désormais quasi-assuré de la victoire, change de stratégie et change une dernière fois ses pneus au quarante-deuxième tour alors que Sebastian Vettel mène toujours une lutte musclée contre Fernando Alonso. Hamilton reprend la piste en ayant conservé un avantage de 20 secondes sur Bottas. Vettel passe Alonso à cinq tours de l'arrivée. Hamilton, grâce à sa victoire, revient à seulement quatre points de Nico Rosberg au championnat du monde. Valtteri Bottas obtient son second podium consécutif et le meilleur résultat de sa carrière, Daniel Ricciardo termine troisième ; suivent pour les points Button, Vettel, Alonso, Magnussen, Hülkenberg, Kvyat et Vergne,,.

### Classement de la course
| Pos. | no | Pilote            | Écurie               | Tours | Temps/Abandon                      | Grille | Points |
| ---- | -- | ----------------- | -------------------- | ----- | ---------------------------------- | ------ | ------ |
| 1    | 44 | Lewis Hamilton    | Mercedes             | 52    | 2 h 26 min 52 s 094 (125,091 km/h) | 6      | 25     |
| 2    | 77 | Valtteri Bottas   | Williams-Mercedes    | 52    | + 30 s 135                         | 16     | 18     |
| 3    | 3  | Daniel Ricciardo  | Red Bull-Renault     | 52    | + 46 s 495                         | 8      | 15     |
| 4    | 22 | Jenson Button     | McLaren-Mercedes     | 52    | + 47 s 390                         | 3      | 12     |
| 5    | 1  | Sebastian Vettel  | Red Bull-Renault     | 52    | + 53 s 864                         | 2      | 10     |
| 6    | 14 | Fernando Alonso   | Ferrari              | 52    | + 59 s 946                         | 18     | 8      |
| 7    | 20 | Kevin Magnussen   | McLaren-Mercedes     | 52    | + 1 min 02 s 563                   | 5      | 6      |
| 8    | 27 | Nico Hülkenberg   | Force India-Mercedes | 52    | + 1 min 28 s 692                   | 4      | 4      |
| 9    | 26 | Daniil Kvyat      | Toro Rosso-Renault   | 52    | + 1 min 29 s 340                   | 9      | 2      |
| 10   | 25 | Jean-Éric Vergne  | Toro Rosso-Renault   | 51    | + 1 tour                           | 10     | 1      |
| 11   | 11 | Sergio Pérez      | Force India-Mercedes | 51    | + 1 tour                           | 7      |        |
| 12   | 8  | Romain Grosjean   | Lotus-Renault        | 51    | + 1 tour                           | 11     |        |
| 13   | 99 | Adrian Sutil      | Sauber-Ferrari       | 51    | + 1 tour                           | 15     |        |
| 14   | 17 | Jules Bianchi     | Marussia-Ferrari     | 51    | + 1 tour                           | 12     |        |
| 15   | 10 | Kamui Kobayashi   | Caterham-Renault     | 50    | + 2 tours                          | 22     |        |
| 16   | 4  | Max Chilton       | Marussia-Ferrari     | 50    | + 2 tours                          | 13     |        |
| 17   | 13 | Pastor Maldonado  | Lotus-Renault        | 49    | Échappement                        | 20     |        |
| Abd. | 6  | Nico Rosberg      | Mercedes             | 28    | Boîte de vitesses                  | 1      |        |
| Abd. | 9  | Marcus Ericsson   | Caterham-Renault     | 11    | Suspension                         | 21     |        |
| Abd. | 21 | Esteban Gutiérrez | Sauber-Ferrari       | 9     | Accrochage avec Maldonado          | 14     |        |
| Abd. | 19 | Felipe Massa      | Williams-Mercedes    | 0     | Percute Räikkönen                  | 17     |        |
| Abd. | 7  | Kimi Räikkönen    | Ferrari              | 0     | Accident                           | 19     |        |

### Pole position et record du tour
Nico Rosberg part en pole position pour la huitième fois de sa carrière, la première fois en Grande-Bretagne.
- Pole position :  Nico Rosberg (Mercedes Grand Prix) en 1 min 35 s 766 (221,452 km/h)[35].
- Meilleur tour en course :  Lewis Hamilton (Mercedes Grand Prix) en 1 min 37 s 176  (218,239 km/h) au vingt-sixième tour[36].

### Tours en tête
- Nico Rosberg : 22 tours (1-18 / 25-28)[37]
- Lewis Hamilton : 30 tours (19-24 / 29-52).

## Classements généraux à l'issue de la course
| Pos. | Pilote           | Écurie               | Points |
| ---- | ---------------- | -------------------- | ------ |
| 1    | Nico Rosberg     | Mercedes             | 165    |
| 2    | Lewis Hamilton   | Mercedes             | 161    |
| 3    | Daniel Ricciardo | Red Bull-Renault     | 98     |
| 4    | Fernando Alonso  | Ferrari              | 87     |
| 5    | Valtteri Bottas  | Williams-Mercedes    | 73     |
| 6    | Sebastian Vettel | Red Bull-Renault     | 70     |
| 7    | Nico Hülkenberg  | Force India-Mercedes | 63     |
| 8    | Jenson Button    | McLaren-Mercedes     | 55     |
| 9    | Kevin Magnussen  | McLaren-Mercedes     | 35     |
| 10   | Felipe Massa     | Williams-Mercedes    | 30     |
| 11   | Sergio Pérez     | Force India-Mercedes | 28     |
| 12   | Kimi Räikkönen   | Ferrari              | 19     |
| 13   | Jean-Éric Vergne | Toro Rosso-Renault   | 9      |
| 14   | Romain Grosjean  | Lotus-Renault        | 8      |
| 15   | Daniil Kvyat     | Toro Rosso-Renault   | 6      |
| 16   | Jules Bianchi    | Marussia-Ferrari     | 2      |

| Pos. | Écurie               | Points |
| ---- | -------------------- | ------ |
| 1    | Mercedes             | 326    |
| 2    | Red Bull-Renault     | 168    |
| 3    | Ferrari              | 106    |
| 4    | Williams-Mercedes    | 103    |
| 5    | Force India-Mercedes | 91     |
| 6    | McLaren-Mercedes     | 90     |
| 7    | Toro Rosso-Renault   | 15     |
| 8    | Lotus-Renault        | 8      |
| 9    | Marussia-Ferrari     | 2      |

## Statistiques
Le Grand Prix de Grande-Bretagne 2014 représente :
- la 8e pole position de sa carrière pour Nico Rosberg[40] ;
- la 27e victoire de sa carrière pour Lewis Hamilton[41] ;
- la 21e victoire pour Mercedes en tant que constructeur[42] ;
- la 107e victoire pour Mercedes en tant que motoriste[43].

Au cours de ce Grand Prix :
- Felipe Massa prend son 200e départ en Formule 1[44] ;
- Susie Wolff, pilote de réserve chez  Williams, participe aux essais libres du vendredi matin au volant de la FW36-Mercedes. Pour la première fois depuis 1992 et Giovanna Amati au volant d'une Brabham BT60B de l'écurie Motor Racing Developments Ltd, une femme pilote une monoplace de Formule 1 lors d'un week-end de Grand Prix[45]. Malheureusement, cette première expérience tourne court pour l'écossaise qui ne boucle que quelques tours avant de rencontrer un problème moteur[46] ;
- Nigel Mansell (187 départs en Grands Prix, 31 victoires, 32 pole positions, 30 meilleurs tours, 59 podiums, 482 points inscrits et champion du monde de Formule 1 en 1992 avec Williams) est nommé assistant des commissaires de course[47].